# Royal Observatory Edinburgh

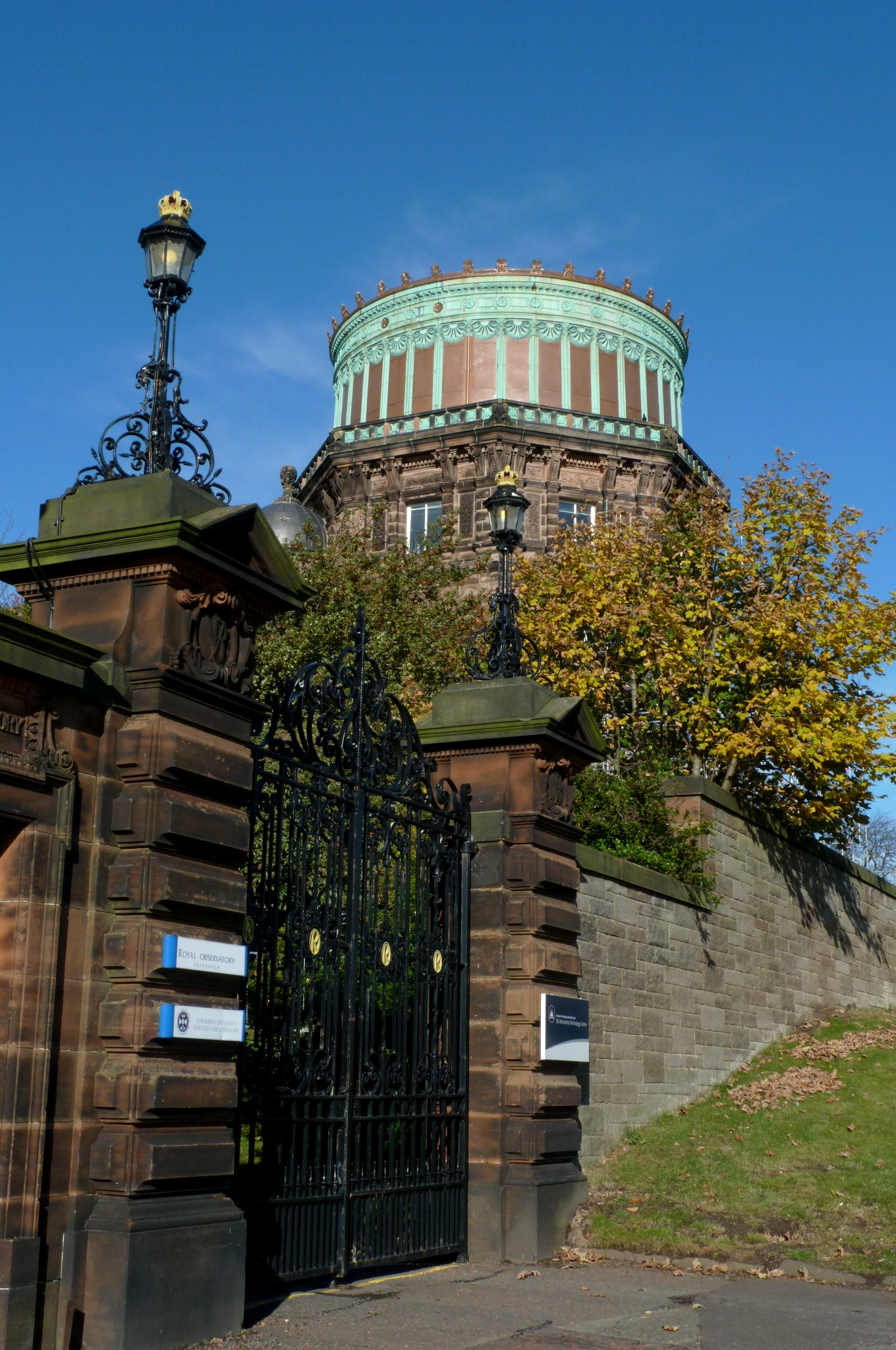
Tor und Ostturm 2010

Das Royal Observatory Edinburgh (ROE) ist eine staatliche Sternwarte in Edinburgh, die von 1894 bis 1896 auf dem Blackford Hill erbaut wurde. Sie ist dem Science and Technology Facilities Council (STFC) zugeordnet und beherbergt das UK Astronomy Technology Centre (UK ATC), die School of Physics and Astronomy der University of Edinburgh und ein Besucherzentrum. Rechtlich wird das ROE durch den Royal Observatory Edinburgh Trust verwaltet, einer gemeinnützigen Organisation mit der schottischen Charity-No. SC013784.

## Standort Calton Hill (bis 1896)
Schon ab der Gründung der University of Edinburgh, 1583, wurde Astronomie gelehrt. Für Messungen standen den Studenten und Professoren aber nur portable Geräte zur Verfügung, so dass schon früh Bemühungen für dauerhafte Geräte angestrengt wurden. Nach mehreren vergeblichen Bemühungen im 18. Jahrhundert wurde schließlich Ende des Jahrhunderts das Stadtobservatorium von Edinburgh auf Calton Hill errichtet. 1822 wurde dieses Observatorium mit einer Royal Charter institutionalisiert.
Das Observatorium unterstand früher dem Regius Professor für Astronomie an der Universität Edinburgh, die 1785 eingerichtet wurde. Erster Regius Professor (wörtlich Königlicher Professor) war Robert Blair. 1811 wurde die Astronomical Institution of Edinburgh von Privatleuten gegründet mit John Playfair als Präsident. Sie bauten das Observatorium auf dem Calton Hill, das bei einem Besuch von Georg IV. 1822 den Status eines Royal Observatory erhielt. Damals wurde es auch mit der Regius Professur verbunden, damals Thomas James Henderson, der zweite Regius Professor, nachdem der Lehrstuhl 1828 bis 1834 nicht besetzt worden war. Er war auch der erste Astronomer Royal of Scotland. Zweiter Royal Astronomer von 1846 bis 1888 war Charles Piazzi Smyth, der bereits die Idee hatte, auswärtige Ableger der Edinburgher Sternwarte mit besseren Beobachtungsbedingungen (Teneriffa) zu gründen.
Ab 1858 wurde von der Sternwarte aus die Zeitanzeige an Nelson´s Monument auf dem Calton Hill (durch Heben und Senken einer Kugel) und einer Kanone im Schloss von Edinburgh gesteuert über Telegraphenverbindung. Später kamen weitere Zeitanzeigen hinzu, so eine Zeitkanone in Dundee.

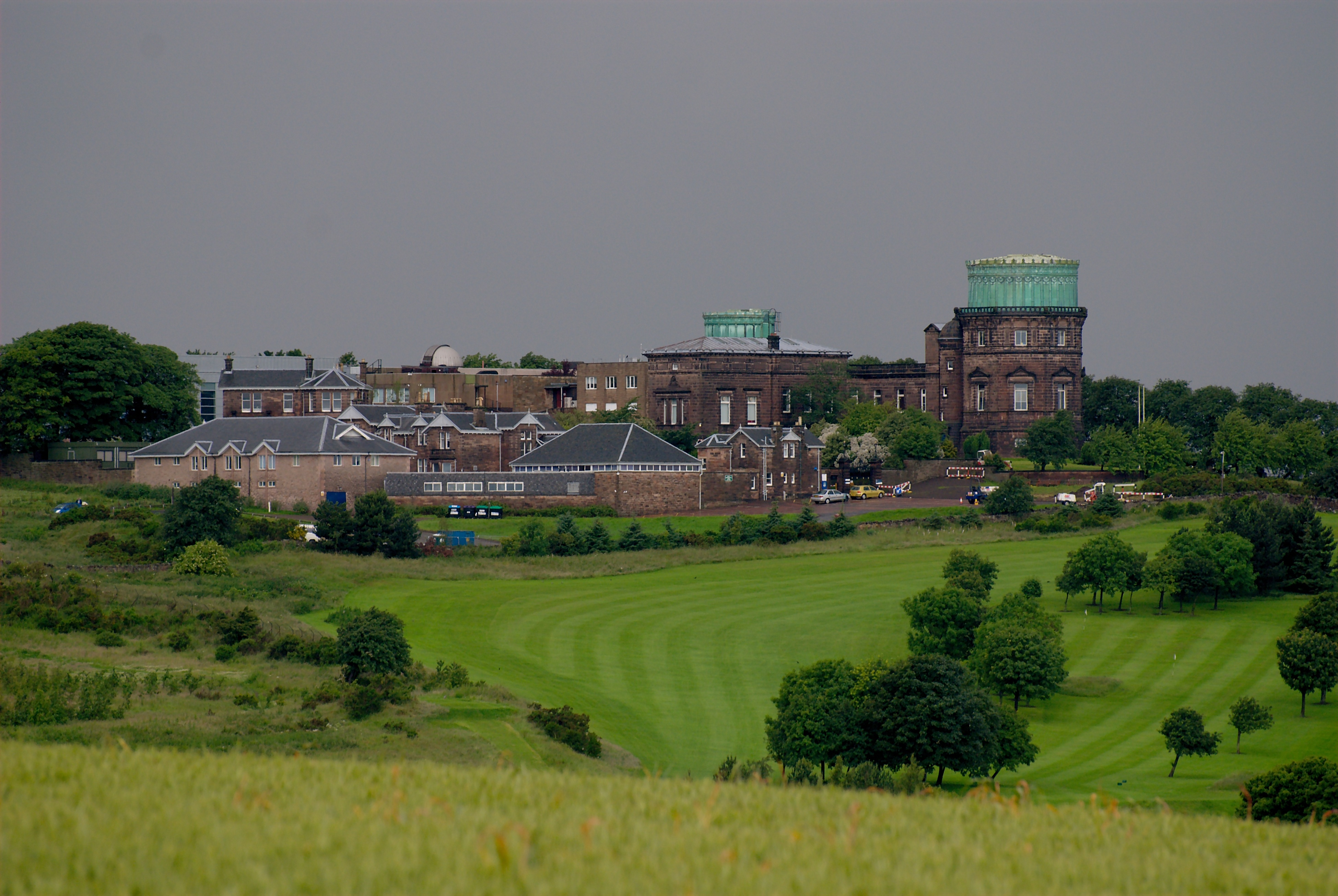
Gesamtansicht

## Standort Blackford Hill (seit 1896)
1896 zog das Observatorium an seinen heutigen Ort auf Blackford Hill um, nachdem eine Stiftung von James Lindsay, 26. Earl of Crawford, von 1888 an die Bedingung geknüpft war, die Sternwarte zu erhalten. Crawford vermachte der Sternwarte nicht nur seine wertvolle Bibliothek (mit Originalausgaben von Werken von Isaac Newton, Nikolaus Kopernikus, Johannes Kepler, Galileo Galilei und vielen anderen), sondern auch astronomische Instrumente (er hatte selbst eine private Sternwarte in Dunecht).
Die Sternwarte hat zwei Kuppeln. Im Ostturm befindet sich ein 36-Zoll-Cassegrain-Spiegelteleskop, das dort 1930 installiert wurde, aber nicht mehr in Betrieb ist. Der Ostturm ist Teil des Besucherzentrums. Im Westturm war bis 2010 eine 1951 installierte 16/24-Zoll-Schmidt-Kamera (heute im National Museum of Scotland) und ist heute noch ein 20-Zoll-Spiegelteleskop für Unterrichtszwecke.
In den 1950er und 1960er Jahren wurde die Sternwarte unter Hermann Brück zu einem Zentrum der technischen Entwicklung automatisch gesteuerter Teleskope in Großbritannien. 1961 bis 1973 hatte die Sternwarte eine Außenstelle in Earlyburn 30 km südlich Edinburgh zur optischen Beobachtung künstlicher Erdsatelliten. 1967 bis 1976 hatten sie auf dem Monte Porzio bei Rom eine Schmidt-Kamera und ab 1973 leiteten sie das UK Schmidt Telescope (UKST) in Siding Spring in Australien (ab 1988 dem Anglo-Australian Observatory unterstellt). Ab den 1970er Jahren hatten sie das United Kingdom Infrared Telescope (UKIRT) auf dem Mauna Kea in Hawaii, ab 1987 übernahmen sie auch das James Clerk Maxwell Telescope (JCMT) auf dem Mauna Kea. Ab 1990 folgten eine Reihe von Umorganisationen nicht nur des ROE, sondern auch der anderen astronomischen Forschungseinrichtungen in Großbritannien.

## Direktoren des ROE
Direktoren waren zunächst der Astronomer Royal of Scotland, der gleichzeitig Regius Professor in Edinburgh war:
- 1834–1844, Thomas Henderson
- 1846–1888, Charles Piazzi Smyth
- 1889–1905, Ralph Copeland
- 1905–1910, Frank Dyson
- 1910–1937, Ralph Sampson
- 1938–1955, W. M. H. Greaves
- 1957–1975, Hermann Brück
- 1975–1980, Vincent Reddish
- 1980–1990, Malcolm Longair

Danach wurde die Personaleinheit von Astronomer Royal und Regius Professur aufgelöst (Astronomer Royal ist seit 1995 John Campbell Brown von der Universität Glasgow). Direktoren des ROE waren danach:
- ab 1990 Paul Murdin (Acting Director)
- 1995–1997 Stuart Pitt
- 1998–2004 Adrian Russell
- 2005–2012 Ian Robson
- ab 2012 Gillian Wright